# Bern-Mittelland (okręg)
Bern-Mittelland (niem. Verwaltungskreis Bern-Mittelland) – okręg w Szwajcarii, w kantonie Berno, w regionie administracyjnym Bern-Mittelland. Siedziba okręgu znajduje się w miejscowości Ostermundigen.
Okręg został utworzony 1 stycznia 2010. W skład okręgu wchodzą 74 gminy (Gemeinde) o łącznej powierzchni 942,45 km2 i o liczbie mieszkańców 418 039 osób.

## Gminy
| Herb                        | Nazwa                       |
| --------------------------- | --------------------------- |
| Allmendingen                | Allmendingen bei Bern       |
| Arni                        | Arni                        |
| Bäriswil                    | Bäriswil                    |
| Belp                        | Belp                        |
| Bern                        | Berno (Bern)                |
| Biglen                      | Biglen                      |
| Bolligen                    | Bolligen                    |
| Bowil                       | Bowil                       |
| Bremgarten bei Bern         | Bremgarten bei Bern         |
| Brenzikofen                 | Brenzikofen                 |
| Deisswil bei Münchenbuchsee | Deisswil bei Münchenbuchsee |
| Diemerswil                  | Diemerswil                  |
| Ferenbalm                   | Ferenbalm                   |
| Fraubrunnen                 | Fraubrunnen                 |
| Frauenkappelen              | Frauenkappelen              |
| Freimettigen                | Freimettigen                |
| Gerzensee                   | Gerzensee                   |
| Grosshöchstetten            | Grosshöchstetten            |
| Guggisberg                  | Guggisberg                  |
| Gurbrü                      | Gurbrü                      |
| Häutligen                   | Häutligen                   |
| Herbligen                   | Herbligen                   |
| Iffwil                      | Iffwil                      |
| Ittigen                     | Ittigen                     |
| Jaberg                      | Jaberg                      |
| Jegenstorf                  | Jegenstorf                  |
| Kaufdorf                    | Kaufdorf                    |
| Kehrsatz                    | Kehrsatz                    |
| Kiesen                      | Kiesen                      |
| Kirchdorf                   | Kirchdorf                   |
| Kirchlindach                | Kirchlindach                |
| Köniz                       | Köniz                       |
| Konolfingen                 | Konolfingen                 |
| Kriechenwil                 | Kriechenwil                 |
| Landiswil                   | Landiswil                   |
| Laupen                      | Laupen                      |
| Linden                      | Linden                      |
| Mattstetten                 | Mattstetten                 |
| Meikirch                    | Meikirch                    |
| Mirchel                     | Mirchel                     |
| Moosseedorf                 | Moosseedorf                 |
| Mühleberg                   | Mühleberg                   |
| Münchenbuchsee              | Münchenbuchsee              |
| Münchenwiler                | Münchenwiler                |
| Münsingen                   | Münsingen                   |
| Muri bei Bern               | Muri bei Bern               |
| Neuenegg                    | Neuenegg                    |
| Niederhünigen               | Niederhünigen               |
| Niedermuhlern               | Niedermuhlern               |
| Oberbalm                    | Oberbalm                    |
| Oberdiessbach               | Oberdiessbach               |
| Oberhünigen                 | Oberhünigen                 |
| Oberthal                    | Oberthal                    |
| Oppligen                    | Oppligen                    |
| Ostermundigen               | Ostermundigen               |
| Riggisberg                  | Riggisberg                  |
| Rubigen                     | Rubigen                     |
| Rüeggisberg                 | Rüeggisberg                 |
| Rüschegg                    | Rüschegg                    |
| Schwarzenburg               | Schwarzenburg               |
| Stettlen                    | Stettlen                    |
| Thurnen                     | Thurnen                     |
| Toffen                      | Toffen                      |
| Urtenen-Schönbühl           | Urtenen-Schönbühl           |
| Vechigen                    | Vechigen                    |
| Wald                        | Wald                        |
| Walkringen                  | Walkringen                  |
| Wichtrach                   | Wichtrach                   |
| Wiggiswil                   | Wiggiswil                   |
| Wileroltigen                | Wileroltigen                |
| Wohlen bei Bern             | Wohlen bei Bern             |
| Worb                        | Worb                        |
| Zäziwil                     | Zäziwil                     |
| Zollikofen                  | Zollikofen                  |
| Zuzwil                      | Zuzwil                      |
| Suma                        | 74                          |

## Zmiany administracyjne
- 1 stycznia 2004
  - utworzenie gminy Wichtrach z gmin Niederwichtrach i Oberwichtrach
  - przyłączenie gmin Englisberg oraz Zimmerwald do gminy Wald
- 1 stycznia 2009
  - przyłączenie gminy Rüti bei Riggisberg do gminy Riggisberg
- 1 stycznia 2010
  - przyłączenie gminy Ballmoos do gminy Jegenstorf
  - przyłączenie gminy Aeschlen bei Oberdiessbach do gminy Oberdiessbach
- 1 stycznia 2011
  - przyłączenie gmin Albligen oraz Wahlern do gminy Schwarzenburg
- 1 stycznia 2012
  - przyłączenie gminy Belpberg do gminy Belp
- 1 stycznia 2013
  - przyłączenie gminy Trimstein do miasta Münsingen
- 1 stycznia 2014
  - przyłączenie gminy Münchringen i Scheunen do gminy Jegenstorf
  - przyłączenie gminy Bleiken bei Oberdiessbach do gminy Oberdiessbach
  - przyłączenie gmin Büren zum Hof, Etzelkofen, Grafenried, Limpach, Mülchi, Schalunen i Zauggenried do gminy Fraubrunnen
- 1 stycznia 2017
  - przyłączenie gminy Tägertschi do miasta Münsingen
- 1 stycznia 2018
  - przyłączenie gmin Gelterfingen, Mühledorf oraz Noflen do gminy Kirchdorf
  - przyłączenie gminy Schlosswil do gminy Grosshöchstetten
- 1 stycznia 2020
  - przyłączenie gmin Kirchenthurnen, Lohnstorf oraz Mühlethurnen do gminy Thurnen
- 1 stycznia 2021
  - przyłączenie gminy Rümligen do gminy Riggisberg
- 1 stycznia 2022
  - przyłączenie gminy Clavaleyres do miasta Murten w kantonie Fryburg